# The Star (jornal)
The Star é um jornal diário com sede em Gauteng, África do Sul. É um dos títulos sob o grupo Independent News & Media South Africa, recentemente adquirida pela Sekunjalo Investments, liderada pelo fundador e presidente Dr. Iqbal Surve. Anteriormente pertencia à Independent News & Media. O jornal utilizou três membros do Clube do Bangue-Bangue: Empregou Kevin Carter como fotógrafo em 1984, Ken Oosterbroek trabalhou para o jornal, antes de ser nomeado seu fotógrafo-chefe em agosto de 1991 e contratou João Silva pouco depois.